# Martina Bufková Rychecká
Martina Bufková Rychecká (* 6. září 1968 Teplice) je česká podnikatelka, nestranička za ODS.

## Život
Narodila se v Teplicích, ale od roku 1980 žije v Liberci, kde absolvovala Gymnázium F. X. Šaldy. Následně vystudovala obor ekonomika a řízení stavebnictví na Fakultě stavební Českého vysokého učení technického v Praze (získala titul Ing.).
Od roku 1995 pracovala na Magistrátu města Liberce jako vedoucí oddělení veřejných zakázek a vedoucí odboru kanceláře primátora. V roce 2002 založila společnost Compet Consult, která administruje veřejné zakázky a poskytuje poradenskou činnost v této oblasti. Stála u zrodu Asociace veřejných zakázek, kde od doby jejího založení v roce 2006 působí jako členka rady této organizace. Je rovněž zástupkyní společnosti v Komoře administrátorů veřejných zakázek. Od roku 2009 je pak členkou dozorčí rady akciové společnosti COOPER.
Martina Bufková Rychecká žije v Liberci. Je vdaná, má syna Šimona. Volný čas tráví s rodinou, sportem, cestováním nebo péčí o dům a zahradu.

## Politické působení
Ve volbách do Senátu PČR v roce 2016 kandidovala jako nestraník za ODS v obvodu č. 34 – Liberec. Se ziskem 4,38 % hlasů skončila na předposledním 8. místě a do druhého kola nepostoupila.